# Arjava
Arjava (en sánscrito: आर्जव, AITS: Ārjav) literalmente significa sinceridad y no hipocresía. Arjava es también un concepto en filosofía india, particularmente en Yoga, y hace referencia al hábito de la rectitud, sinceridad y armonía en las palabras, actos y pensamientos de una persona hacia sí misma y hacia otros. Ārjava es uno los diez tipos de restricciones o yamas.
De acuerdo a Sivaya Subramuniyaswami, «la regla más importante de la honestidad es ser honesto consigo mismo, ser capaz de enfrentar nuestros problemas y admitir que nosotros hemos sido los creadores de ellos».

## Etimología y origen
La palabra en sánscrito arjava (en sánscrito: आर्जव, AITS: ārjav) significa 'honestidad, franqueza, rectitud, sinceridad'.

### Origen
El concepto de arjava se encuentra en el Darshana Upanishad, uno de los dieciséis Upanishads más antiguos y de base para la filosofía hindú.
En el primer khanda o capítulo, se enumeran también los diez tipos de restricciones o yamas: ahiṃsā (no violencia), satya (verdad), brahmacharya (ascetismo), daya (compasión), arjava (sinceridad, franqueza y no hipocresía), asteya (no robar en acto, palabra o pensamiento), kṣamā (perdón), dhrti (firmeza, determinación, constancia), mitāhāra (moderación en la alimentación) y saucha (pureza en la mente, palabra y el cuerpo). Las diez yamas representan un conjunto de reglas éticas necesarias para el objetivo final del yoga: el autoconocimiento y la realización de la identidad del alma (Atman) con la realidad universal (Brahman).
En el Bhagavad-gītā, khanda 18 shloka 42, se menciona arjava como una de las cualidades de los brahmán:

शमो दमस्तपः शौचं क्षान्तिरार्जवमेव च ।

ज्ञानं विज्ञानमास्तिक्यं ब्रह्मकर्म स्वभावजम् ॥ ४२ ॥
śamo damas tapaḥ śaucaṁ kṣāntir ārjavam eva ca
jñānaṁ vijñānam āstikyaṁ brahma-karma svabhāva-jam
La serenidad, el dominio de sí mismo, la austeridad, la pureza, la tolerancia, la honestidad, la sabiduría, el conocimiento y la religiosidad: ésas son las cualidades que rigen las acciones de los brāhmaṇas
 Bhagavad-gītā (18.42)

En algunos textos, como los de Adi Sankara, esta virtud se denomina bhavasamsuddhi y se explica como la pureza de motivos y la libertad mental de la hipocresía, tanto en la conducta social de uno, como la conducta hacia uno mismo, donde resuenan los pensamientos, palabras y acciones. Se considera una virtud que faculta a uno para actuar y vivir sin ansiedad, enojo, prejuicios, conflictos internos o confusión.